# Notre-Dame-de-Lourdes, Centre-du-Québec
Notre-Dame-de-Lourdes är en kommun av typen socken (municipalité de paroisse) i provinsen Québec i Kanada. Den ligger i regionen Centre-du-Québec, i den sydöstra delen av landet, 300 km öster om huvudstaden Ottawa.